# Choe Ae-yeong
Choe Ae-yeong (최애영?; 25 luglio 1959 – Seul, 14 maggio 2008) è stata una cestista sudcoreana.

## Carriera
Con la Corea del Sud ha disputato i Campionati mondiali del 1983 e le Olimpiadi del 1984.